# Толедот Йешу
«Толедот Йешу» (ивр. תולדות ישו‎, также Сефер Толедот Йешу) — средневековый антихристианский иудейский памфлет, в котором некоторые евангельские события представлены в гротескной форме. Название буквально значит «Родословие Иисуса»; имя Иисус передано в искажённой форме (Йешу ישו вместо Йешуа ישוע). Текст приписывает Иисусу незаконнорождённость, магические способности и позорный конец.

## История текста
Материалы, содержавшиеся в тексте, являются записью устного еврейского фольклора II — VI веков. Эти тексты были широко известны в Европе и на Ближнем Востоке начиная с IX века. Архиепископ Лиона Агобард упоминает об их существовании в своём труде «Об иудейском суеверии» (лат. De Iudaicis Superstitionibus, 826). Видимо, первоначально текст существовал на арамейском языке, затем были сделаны переводы на иврит, арабский, идиш, ладино. Полный текст был долго неизвестен христианам, пока в конце XIII века доминиканец Раймонд Мартин не сделал перевод на латинский язык.

## Версии текста

### Версия Вагензейля (1681)
Текст, изданный в 1681 году немецким гебраистом Иоганном Вагензейлем, является одним из основных для изучения материала. Книга состоит из двух частей — в первой речь идёт об Иисусе, во второй об апостолах. В дополнительных главах упоминается Несторий.
Образ Йешу в данном тексте имеет параллели с каноническими евангелиями, деяниями апостолов и еврейскими вариантами Библии. Йешу описан как соблазнитель и еретик, что сближает текст с антихристианским текстом Цельса. Исчезновение тела Йешу интерпретируется как сознательная кража, совершённая его учениками.
Параллелизм с каноническими евангелиями прослеживается в следующем: Йешу был потомком Иосифа и Марии, родившимся в Вифлееме. Ребёнком он был приведён к иудейским старейшинам. Он умел творить чудеса, претендовал на рождение от девственницы, утверждал, что он — Сын Божий, применял мессианские тексты из книг пророка Исайи, Захарии и Псалмов, был способен воскрешать мёртвых, излечил прокажённого, ходил по воде, упрекал иудеев в жестоковыйности. В тексте описан въезд Йешу в Иерусалим на осле, после чего он был предан Иудой Искариотом, подвергся бичеванию, был коронован терновым венцом с шипами и напоен уксусом. Йешу был казнён на Пасху и похоронен до начала субботы.

### Версия Краусса (1902)
В собранных профессором иудейской теологической семинарии Вены Самуэлем Крауссом текстах зафиксирована версия о том, что Мария была обручена с богобоязненным иудеем и знатоком Закона (Торы) Йохананом (Yochanan), который был потомком Давида. В отсутствие Йоханана их сосед, Иосиф бен Пандера (Yosef ben Pandera), соблазнил её во время месячных, во время которых согласно Торе запрещены половые сношения. В результате этой связи родился ребёнок, которого она назвала Йешу — «внебрачный сын менструирующей женщины».

### Страсбургская рукопись
Согласно тексту Страсбургской рукописи, Мириам забеременела от римского солдата по имени Пандера или Пантира (отсюда еврейское именование Иисуса Христа как Иисус бен Пантира, «Пандеров сын»). Йешу в детстве выказывал непочтение к Закону, так как ходил с непокрытой головой и дискутировал о Торе с законоучителями. Чудесные способности Йешу были связаны с тем, что он воровским способом узнал в Храме тайное имя Бога, после чего стал претендовать на мессианское достоинство. В результате его привели на суд к царице Елене (контаминация адиабенской царицы Адиабены и матери императора Константина), однако там Йешу воскресил человека, после чего был отпущен. После этого он пошёл в Галилею, где оживлял сделанных из глины птиц и заставлял плавать жернова. Иуда Искариот также изучал тайное имя Бога, после чего получил те же способности, что и Йешу, в том числе и способность к полёту. Йешу и Иуда сражались в небе, в итоге победил Иуда, так как ему удалось осквернить Йешу. После этого Йешу потерял магические способности, был арестован и казнён путём повешения на рожковом дереве. После смерти его тело было украдено учениками, но затем найдено в саду и продемонстрировано царице Елене.

## Христианский ответ
«Толедот Иешу» подвергся критике испанским монахом XIV века Франсеском Эйксименисом в его труде Vita Christi.